# Festival delle nazioni
Il Festival delle Nazioni di Città di Castello è una manifestazione internazionale di musica da camera che si svolge ogni anno tra la fine di agosto e l'inizio di settembre.

## Storia

### Le origini
Nato nel 1968 come Festival di musica da camera, ha inteso sin dall'inizio favorire un incontro virtuoso tra il pubblico, soprattutto giovanile, e la musica colta. Dal 1972 ha fatto propria una titolazione definitiva come Festival delle Nazioni, decidendo ogni anno di invitare un paese europeo che avesse potuto offrire una proposta culturale e musicale capace di attirare sulla stessa la critica specializzata, ma anche l'opinione di un pubblico più vasto. 

### La musica come punto di unione culturale
In una Europa ancora divisa in sfere di influenza politica molto diverse, il Festival delle Nazioni si è posto l'obiettivo di contribuire alla reciproca comprensione dei popoli e ad un'idea di Europa che poteva unirsi attraverso la musica e la cultura. 
In 56 anni di grandi esperienze artistiche e culturali il Festival ha dato la possibilità a tutte le nazioni europee di proporre ad un vasto pubblico le loro più significative tradizioni musicali ed artistiche, offrendo una condizione unica di confronto e di circolazione delle idee. Fino al 1989 i Paesi dell’Est europeo hanno eletto Città di Castello e il suo Festival per inviare prestigiose orchestre, gruppi d’insieme e solisti celebrati per favorire il dialogo culturale con i Paesi dell’Europa occidentale. Questa tradizione è proseguita anche dopo il 1989. 
Il Festival ha avuto l’onore di ospitare musicisti, complessi sinfonici e da camera, solisti che hanno segnato con il loro alto magistero artistico la storia della cultura musicale dell’Italia e dell’Europa, oltre a quella extra europea. Meritano una citazione i grandi quartetti europei ed internazionali che hanno caratterizzato la musica contemporanea dal dopo guerra fino ai nostri giorni, tra cui il Quartetto Italiano, il Quartetto Amadeus, il Quartetto Glinka, il Quartetto Tátrai, il Quartetto Vègh, il Quartetto Borodin, il Quartetto di Tokyo. 
Negli ultimi anni la programmazione artistica si è aperta ad altri settori disciplinari (il balletto, l'opera da camera) nell'intento di avvicinare un pubblico più diversificato, ma capace di apprezzare una proposta pluridisciplinare.
Dal 2006 il progetto culturale del Festival ha favorito l'incontro delle diverse espressioni d'arte che si affacciano nel Mediterraneo, permettendo una proficua integrazione tra musiche ed altre espressioni artistiche di tradizione araba ed ebraica. Il suggello di questo lavoro è coinciso con la partecipazione di Israele all'edizione 2008. L'identità internazionale del Festival delle Nazioni ha dunque orientato le sue scelte artistiche anche verso più ampi orizzonti geografici e politico-culturali. Al riguardo, si citano i progetti artistici che hanno permesso di avere come nazioni di riferimento l’Armenia (2014) e la Repubblica Popolare Cinese (2019).
Il Festival delle Nazioni ha contribuito con grande convinzione alla diffusione della cultura e del linguaggio musicali del ‘900. Grandi compositori contemporanei hanno prodotto opere prime per il Festival delle Nazioni, dimostrando che è possibile e fruttuoso collegare la tradizione e le espressioni più innovative della musica. A tal proposito si ricorda la partecipazione, nel 1979, di Salvatore Sciarrino con una composizione in esclusiva per il Festival, diretta dallo stesso autore. Allo stesso modo, nel 2009 la manifestazione ha avuto l'onore di ospitare Memoria Italiana, composta da Fabio Vacchi su libretto di Franco Marcoaldi, commissionata del Festival delle Nazioni ed eseguita per l'occasione dall'Hilliard Ensemble. Tra le recenti produzioni musicali si cita quella dedicata al Centenario della nascita di Alberto Burri, presso gli Ex Seccatoi del Tabacco a Città di Castello, con musiche di Salvatore Sciarrino eseguite dal Quartetto Prometeo e dal flautista Matteo Cesari.
La rassegna tifernate ha da sempre sostenuto con grande convinzione la valorizzazione dei talenti emergenti promuovendo Corsi di perfezionamento musicale, Concorsi e Premi.
L'attuale Presidente è Leonardo Salcerini mentre il maestro Aldo Sisillo ne è il Direttore artistico.

## Corsi di perfezionamento musicale e Premio Calpurnia
Già Gaio Plinio Cecilio Secondo e sua moglie Calpurnia conoscevano e frequentavano Città di Castello e le vicine terme. Così, quando il nascente Festival delle Nazioni decise di affiancare ai concerti e agli spettacoli i corsi di perfezionamento musicale si stabilì che, a conclusione di essi, fosse assegnato un premio al miglior allievo, questo fu intitolato proprio alla matrona romana, Premio Calpurnia. Da allora si sono susseguite quarantuno edizioni dei corsi. 

## Concorso nazionale Alberto Burri per gruppi giovanili di musica da camera
Giunto nel 2023 alla sua sesta edizione il Concorso nazionale “Alberto Burri” per gruppi giovanili di Musica da Camera è finalizzato al sostegno di giovani musicisti che intendono proporsi nel mercato del lavoro artistico per affermare il loro talento attraverso gruppi d’insieme da loro costituiti. Il Concorso prevede il suo svolgimento in occasione del Festival delle Nazioni. 

## I luoghi del Festival
I programmi musicali Festival delle Nazioni si svolgono principalmente a Città di Castello. Le sedi storiche sono la Chiesa di San Domenico, la Chiesa di San Francesco, Piazza Matteotti e il Teatro comunale degli Illuminati. Molti eventi hanno però luogo anche nel restante territorio della Valtiberina: nel Cortile del Castello Bufalini a San Giustino, a Morra, presso l'Oratorio di San Crescentino, all'Auditorium Santa Chiara di Sansepolcro, nel salone del Castello Bourbon del Monte Santa Maria Tiberina e a Citerna.

## Artisti che hanno partecipato al Festival delle nazioni

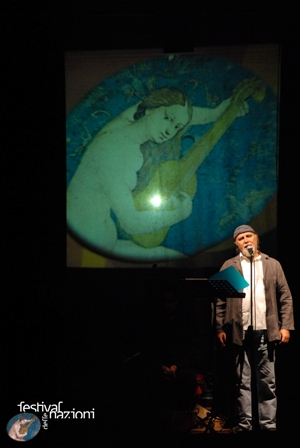
Moni Ovadia si esibisce alla 41ª edizione del Festival

Di seguito una lista soltanto parziale in cui vengono citati  alcuni dei più importanti artisti che si sono esibiti sul palcoscenico del Festival delle nazioni:
- Roberto Abbado
- Salvatore Accardo
- Claudio Ambrosini
- Dino Asciolla
- Paul Badura-Skoda
- Yuri Bashmet
- Stefano Bollani
- Romina Boscolo
- Mario Brunello
- Giuliano Carmignola
- Compagnia Figli d'Arte Cuticchio
- Coro da Camera di San Pietroburgo
- Coro del Maggio Musicale Fiorentino
- Francesco de Masi
- Piera Degli Esposti
- Filarmonica Arturo Toscanini
- Carla Fracci
- Vittorio Gassman
- Bruno Giuranna
- Barbara Hendricks
- Hevia
- Fairport Convention
- Gheorghe Iancu
- Orchestra da Camera di Mantova
- Orchestra di Padova e del Veneto
- Orchestra Filarmonica di Cracovia
- Orchestra Sinfonica Giuseppe Verdi di Milano
- Moni Ovadia
- Luciano Pavarotti
- Boris Petrushansky
- Gigi Proietti
- Quartetto Fonè
- Idan Raichel
- Katia Ricciarelli
- David Riondino
- Mstislav Rostropovich
- Russian State Symphony Orchestra
- Jordi Savall
- Maurizio Scaparro
- Flavio Emilio Scogna
- I Solisti Veneti
- Maria Tipo
- Maurizio Scaparro
- Grigorij Sokolov
- Uto Ughi
- Sándor Végh
- Marco Frusoni
- Carlo Zecchi